# بین‌النهرین

این نقشه وسعت میان‌رودان را نشان می‌دهد، که از شمال واشوکنی، نینوا، هاترا، آشور، نوزی، پالمیرا، ماری، سیپار، بابل، کیش، نیپور، ایسن، لاگاش، اوروک، چاراکس اسپاسینو و اور تا جنوب امتداد یافته است.

بِینُ‌الْنَهرِینْ یا میان‌رودان یا میانْ‌دورود نام یک منطقه تاریخی است که میانِ دو رود دجله و فرات جای گرفته و محدودهٔ آن در کشورهای عراق، سوریه، ترکیه، ایران و کویت امروزی است.

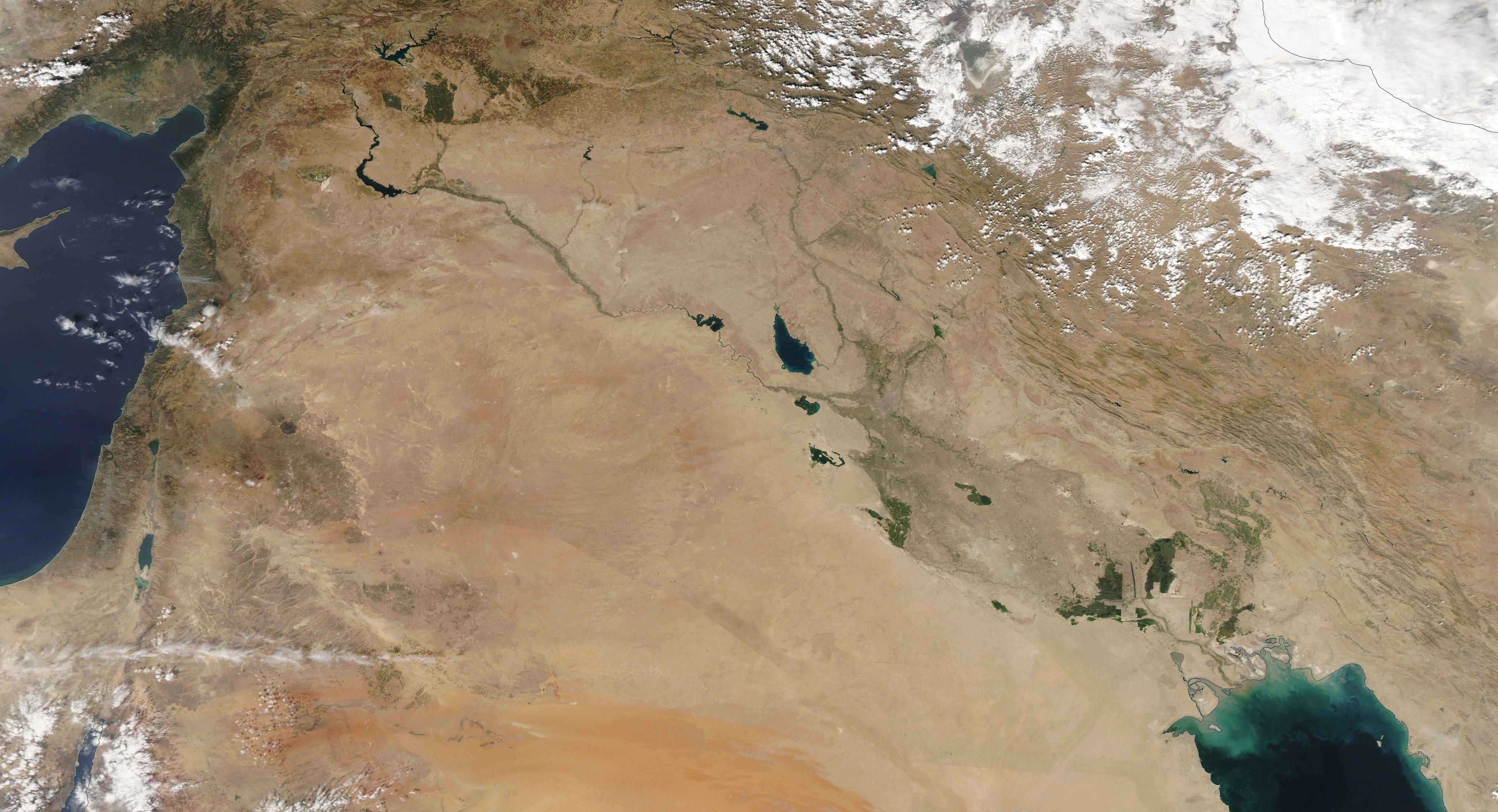
تصویر ماهواره‌ای از منطقه میان‌رودان دجله و فرات

سومری‌ها و اکدی‌ها (شامل آشوری‌ها و بابلی‌ها) که از مناطق مختلف عراق امروزی سرچشمه می‌گیرند، از آغاز تاریخ مکتوب (حدود ۳۱۰۰ سال پیش از میلاد مسیح) تا سال ۵۳۹ پیش از میلاد مسیح بر بین‌النهرین تسلط داشتند. در سال ۵۳۹ پیش از میلاد، بابل توسط کوروش بزرگ فتح شد و امپراتوری بابل نو سقوط کرد و جزئی از شاهنشاهی هخامنشی شد. این منطقه در سال ۳۳۲ پیش از میلاد به دست اسکندر مقدونی افتاد و پس از مرگ او بخشی از امپراتوری سلوکی یونانی‌تبار شد. سلوکیان در آنجا سلوکیه را ساخته و پایتخت خود کردند. بعدها آرامی‌ها بر بخش‌های عمده‌ای از بین‌النهرین تسلط یافتند (حدود ۹۰۰ سال قبل از میلاد تا ۲۷۰ سال پس از میلاد).
بین‌النهرین محل تحولات انقلاب نوسنگی از حدود ۱۰۰۰۰ سال پیش از میلاد مسیح است. مشخص شده است که «الهام‌بخش برخی از مهم‌ترین پیشرفت‌ها در تاریخ بشر، از جمله اختراع چرخ، کاشت اولین محصولات غلات و توسعه خط شکسته، ریاضیات، نجوم و کشاورزی» بوده است. این شهر به عنوان مهد برخی از اولین تمدن‌های جهان شناخته می‌شود.
در حدود ۱۵۰ سال پیش از میلاد مسیح، بین‌النهرین تحت کنترل شاهنشاهی اشکانی بود. این منطقه به میدان جنگ بین رومیان و اشکانیان تبدیل شد و بخش‌های غربی منطقه تحت کنترل زودگذر رومیان قرار گرفت. در سال ۲۲۶ میلادی نواحی شرقی بین‌النهرین به دست شاهنشاهی ساسانی افتاد. تقسیم منطقه بین امپراتوری روم شرقی (بیزانس از ۳۹۵ پس از میلاد) و شاهنشاهی ساسانی تا قرن هفتم ادامه یافت تا اینکه با فتح ایران توسط مسلمانان و فتح شام توسط مسلمانان، کنترل کامل منطقه به دست مسلمانان افتاد. تعدادی از دولت‌های بومی بین‌النهرینی عمدتاً نو آشوری و مسیحی بین قرن اول قبل از میلاد و قرن سوم پس از میلاد وجود داشته‌اند، از جمله آدیابن، اوسروئن و هترا.

## نام‌گذاری
ایرانیان این منطقه را میان‌رودان می‌نامیدند که همین نام به یونانی ترجمهٔ گرته‌برداری شد و «مزوپوتامیا» نام گرفت. نخستین مورخ یونانی که این اصطلاح را به کار برد پلیبیوس بود و پس از وی پلینی و استرابون نیز در قرون اولیه میلادی از این اصطلاح استفاده نمودند.
واژه رودان در دوره ای به رافدان و رافدین تغییر یافته و در متون قدیمی به رافدین نیز معرفی شده است. در نوشته‌های عربی  این واژه به «بین‌النهرین» ترجمه‌شده و فارسی نیز همان واژهٔ عربی را به وام گرفتند.
در زبان آرامی این منطقه را بث نهرین می‌نامند. عرب‌ها قسمت شمالی بین‌النهرین را جزیره و قسمت جنوبی را عراق می‌نامیدند.

## جغرافیا

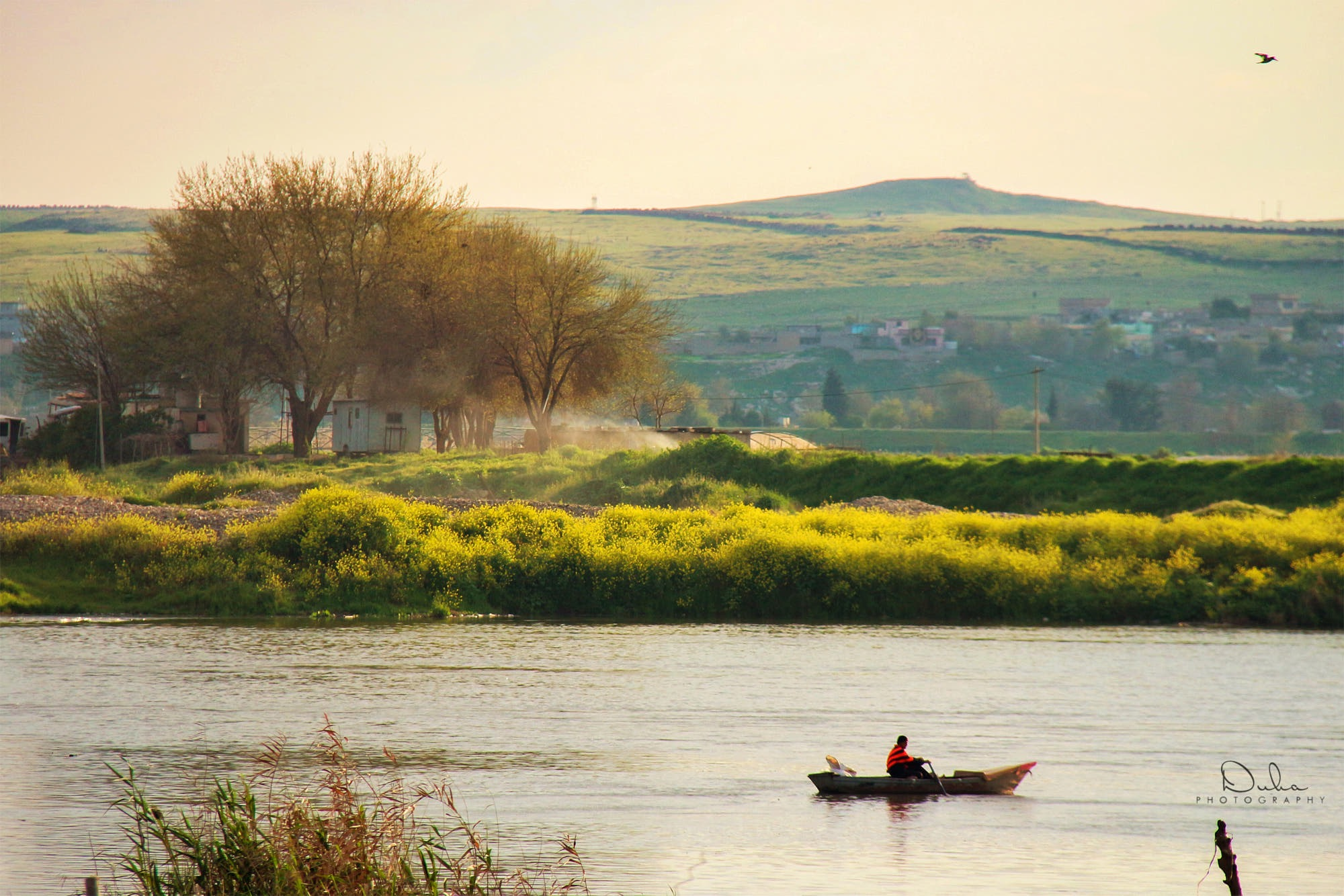
رودخانه دجله که از منطقه موصل امروزی در بین‌النهرین علیا می‌گذرد.

بین‌النهرین سرزمین بین رودهای فرات و دجله را در بر می‌گیرد که سرچشمه هر دوی آنها در سرزمین کوهستانی ارمنستان است. هر دو رودخانه توسط شاخه‌های متعدد تغذیه می‌شوند و آب کل سامانه رودخانه از یک منطقه کوهستانی وسیع جمع می‌گردد. مسیرهای زمینی در بین‌النهرین معمولاً از کنار رودخانه فرات عبور می‌کنند زیرا کرانه‌های رودخانه دجله اغلب شیب‌دار و صعب العبور است. آب و هوای منطقه نیمه خشک با وسعت بیابانی وسیع در شمال است که جای خود را به منطقه‌ای به مساحت ۱۵۰۰۰ کیلومتر مربع (۵۸۰۰ مایل مربع) از مرداب‌ها، تالاب‌ها، دشت‌های گلی، نیزارها و جنگل‌های انبوه در جنوب می‌دهد. در منتهی الیه جنوب، فرات و دجله با هم متحد می‌شوند و به خلیج فارس می‌ریزند.

## تاریخچه
پیشاتاریخ خاور نزدیک باستان از دوره پارینه سنگی زیرین آغاز می‌شود. در آن دوره، نوشتار با خط تصویری، خط پیش میخی، در دوره اوروک چهارم پدیدار شد (حدود اواخر هزاره چهارم قبل از میلاد). ثبت مکتوب وقایع تاریخی - و تاریخ باستانی بین‌النهرین پایین - در اوایل هزاره سوم قبل از میلاد با ثبت سوابق پادشاهان اولیه سلسله با خط میخی آغاز شد. تمام این تاریخ یا با ورود شاهنشاهی هخامنشی در اواخر قرن ششم پیش از میلاد یا با فتح توسط مسلمانان و تأسیس خلافت در اواخر قرن هفتم پس از میلاد به پایان می‌رسد که از آن تاریخ این منطقه به عراق معروف شد. در فاصله این دوره طولانی، بین‌النهرین برخی از دولت‌های بسیار توسعه یافته باستانی و پیچیده از لحاظ اجتماعی جهان را در خود جای داده است.

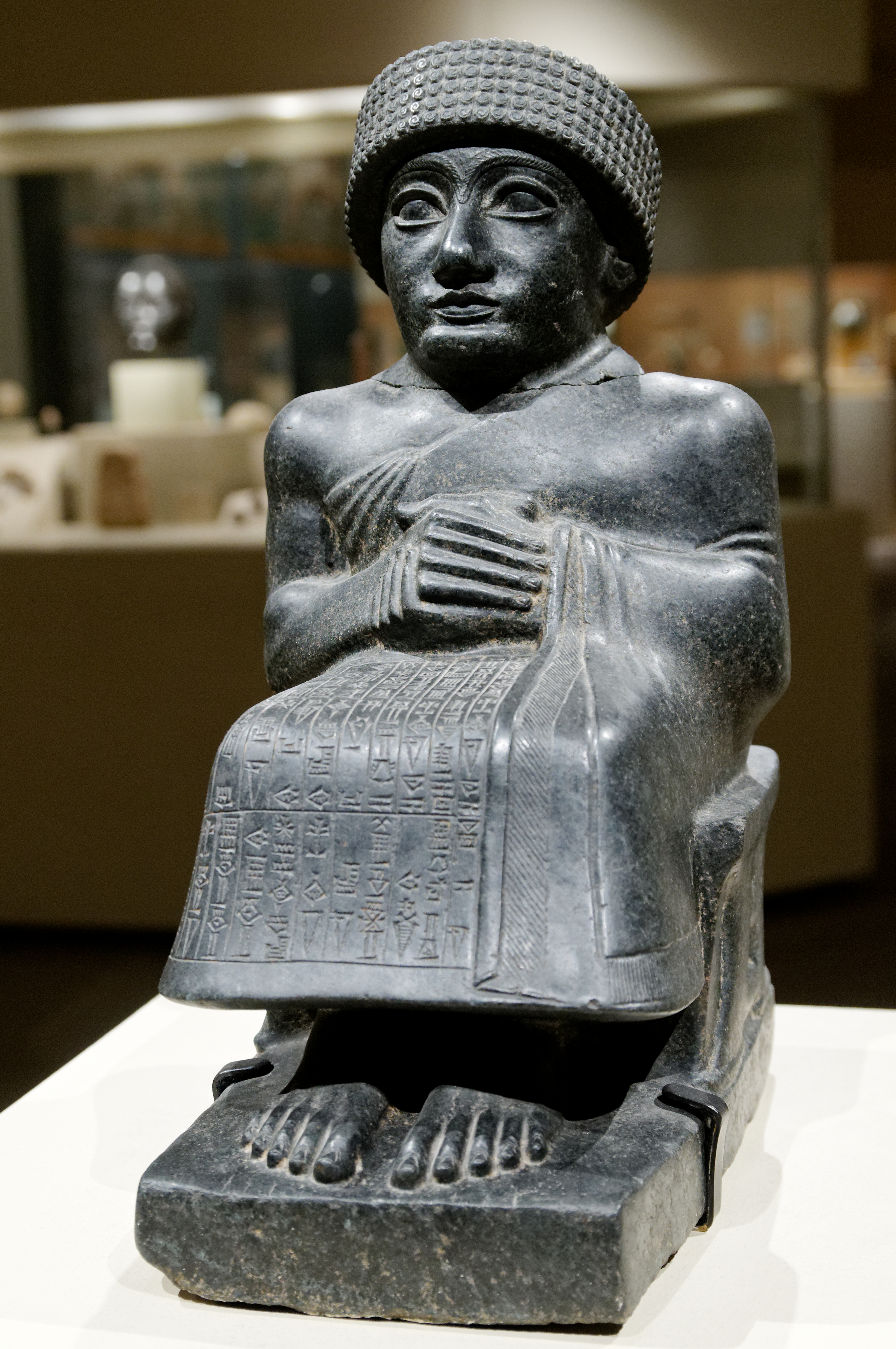
یکی از ۱۸ مجسمه گودئا، حاکمی در حدود ۲۰۹۰ سال قبل از میلاد.

این منطقه به همراه دره نیل در مصر باستان، تمدن دره سند در شبه قاره هند و رودخانه زرد در چین باستان یکی از چهار تمدن رودخانه‌ای بود که نوشتن در آن اختراع شد. بین‌النهرین شهرهای مهم تاریخی مانند اوروک، نیپور، نینوا، آشور و بابل و همچنین کشورهای سرزمینی مهمی مانند شهر اریدو، امپراتوری اکدی، سلسله سوم اور و امپراتوری‌های مختلف آشوری را در خود جای داده است. برخی از رهبران مهم تاریخی بین‌النهرین عبارتند از: اورنامو (پادشاه اور)، سارگون اکدی (که امپراتوری اکد را تأسیس کرد)، حمورابی (که دولت بابل قدیم را تأسیس کرد)، آشور-اوبالیت یکم، تیگلات-پیلسر یکم (که امپراتوری آشور را گسترش داد)، آشوربانیپال و نبوکدنصر دوم.

### دوره بندی
- پیشاتاریخ و تاریخ اولیه
  - نوسنگی پیش از سفال (۱۰۰۰۰–۸۷۰۰ پیش از میلاد)
  - نوسنگی پیش از سفال ب (۸۷۰۰–۶۸۰۰ پیش از میلاد)
  - جرمو (۷۵۰۰–۵۰۰۰ پیش از میلاد)
  - حسونا (در حدود ۶۰۰۰ پیش از میلاد)
  - سامراء (در حدود ۵۷۰۰–۴۹۰۰ پیش از میلاد)
  - فرهنگ حلافی (در حدود ۶۰۰۰–۵۳۰۰ پیش از میلاد)
  - دوره عبید (در حدود ۶۵۰۰–۴۰۰۰ پیش از میلاد)
  - دوره اوروک (در حدود ۴۰۰۰–۳۱۰۰ پیش از میلاد)
  - دوره جمده نصر (در حدود ۳۱۰۰–۲۹۰۰ پیش از میلاد)[۱۳]
- اوایل عصر برنز
  - دوره اولیه سلسله (۲۹۰۰–۲۳۵۰ پیش از میلاد)
  - امپراتوری اکد (۲۳۵۰–۲۱۰۰ پیش از میلاد)
  - سلسله سوم اور (۲۱۱۲–۲۰۰۴ پیش از میلاد)
- عصر برنز میانه
  - دوره ایسین-لارسا (قرن ۱۹ تا ۱۸ پیش از میلاد)
  - اولین سلسله بابلی‌ها (قرن ۱۸ تا ۱۷ پیش از میلاد)
  - فوران مینو (حدود ۱۶۲۰ پیش از میلاد)
- اواخر عصر برنز
  - دوره آشوری کهن (قرن ۱۶ تا ۱۱ پیش از میلاد)
  - امپراتوری آشور میانه (حدود ۱۳۶۵–۱۰۷۶ پیش از میلاد)
  - کاسیان در بابل (حدود ۱۵۹۵–۱۱۵۵ پیش از میلاد)
  - فروپاشی تمدن در اواخر عصر برنز (قرن ۱۲ تا ۱۱ پیش از میلاد)
- عصر آهن
  - ممالک سوری-هیتی (قرن ۱۱ تا ۷ پیش از میلاد)
  - امپراتوری آشوری نو (قرن ۱۰ تا ۷ قبل از میلاد)
    - تسخیر امپراتوری آشور توسط پادشاهی ماد و امپراتوری بابل

  - امپراتوری بابل نو (قرن هفتم تا ششم پیش از میلاد)
- دوران باستان کلاسیک
  - فتح بابل به دست کوروش بزرگ (قرن ششم پیش از میلاد)
  - بابل هخامنشی، آشوریه هخامنشی (قرن ۶ تا ۴ پیش از میلاد)
  - بین‌النهرین سلوکی (قرن چهارم تا سوم پیش از میلاد)
  - امپراتوری اشکانی (قرن سوم پیش از میلاد تا قرن سوم پس از میلاد)
  - اسروئن (قرن دوم پیش از میلاد تا قرن سوم پس از میلاد)
  - آدیابن (قرن اول تا دوم بعد از میلاد)
  - هاترا (قرن ۱ تا ۲ پس از میلاد)
  - بین‌النهرین رومی (قرن دوم تا هفتم پس از میلاد)، آشور رومی (قرن دوم پس از میلاد)
- اواخر دوران باستان
  - آسورستان (قرن سوم تا هفتم میلادی)
  - فتح مسلمانان (اواسط قرن هفتم میلادی)

## زبان و نوشتار

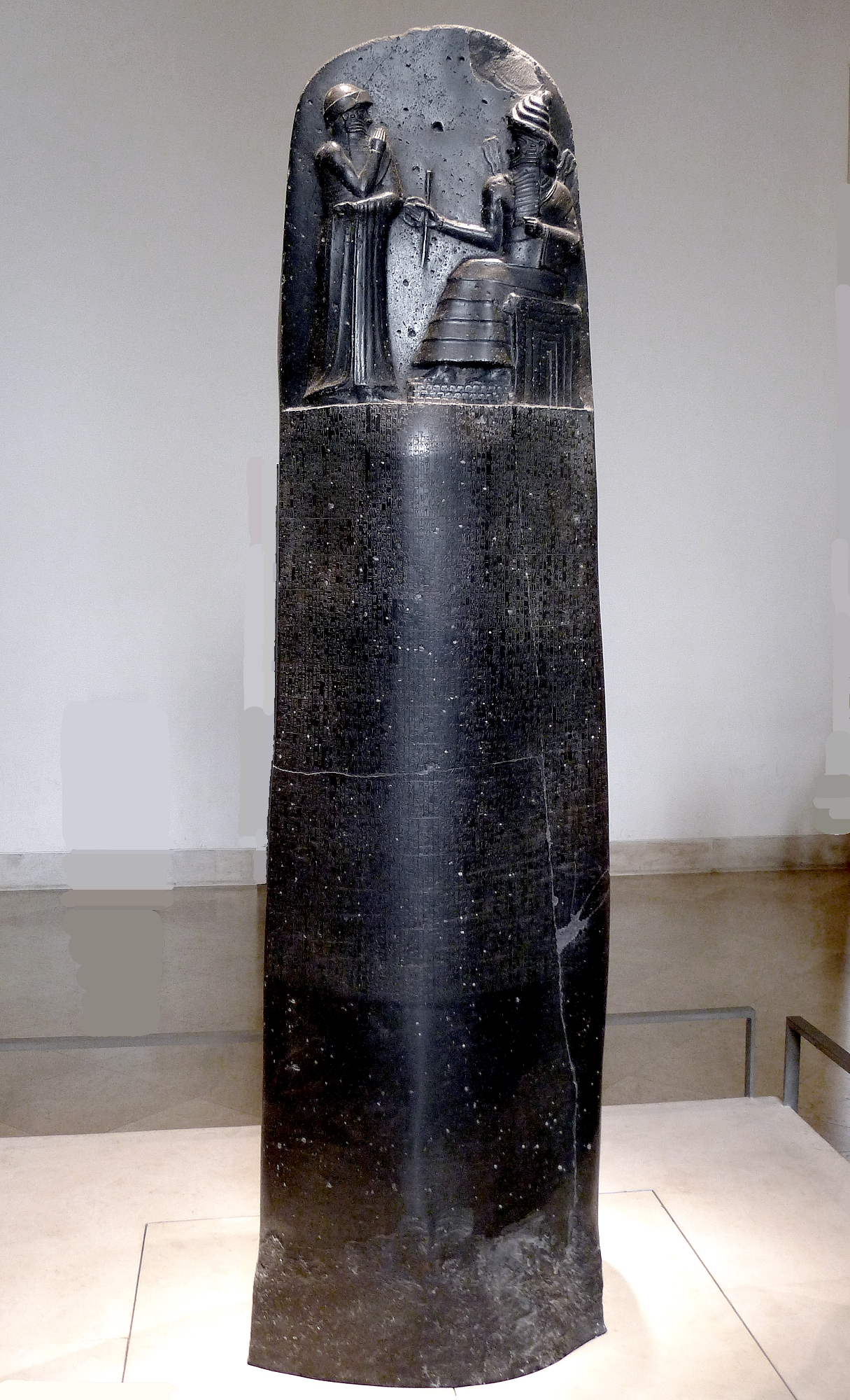
قانون حمورابی یک متن حقوقی بابلی متعلق به تقریباً ۱۷۵۵–۱۷۵۰ سال قبل از میلاد مسیح. این قانون طولانی‌ترین، سازمان‌یافته‌ترین و حفظ‌شده‌ترین متن حقوقی از خاور نزدیک باستان است. این متن به گویش بابلی قدیم اکدی نوشته شده است که ظاهراً توسط حمورابی، ششمین پادشاه سلسله اول بابل، نوشته شده است.

اولین زبانی که در بین‌النهرین به نوشته آمد سومری بود که یک زبان پیوندی مجزا بود. همراه با سومری، زبان‌های سامی نیز در بین‌النهرین اولیه صحبت می‌شد. زبان سوباری، زبانی از زاگرس که احتمالاً به خانواده زبان‌های هورو-اورارتوایی مربوط می‌شود، با نام‌های شخصی، رودخانه‌ها و کوه‌ها و در صنایع دستی مختلف گواهی شده است. اکدی در طول امپراتوری اکد و امپراتوری آشوری زبان غالب بود، اما سومری برای اهداف اداری، مذهبی، ادبی و علمی حفظ شد. انواع مختلف اکدی تا پایان دوره نو بابلی مورد استفاده قرار گرفت. زبان آرامی کهن که قبلاً در بین‌النهرین رایج شده بود، سپس زبان رسمی اداره استانی اول امپراتوری آشوری نو و سپس امپراتوری هخامنشی شد: زبان‌گونه رسمی، آرامی امپراتوری نامیده می‌شود. زبان اکدی از بین رفت، اما هم زبان اکدی و هم زبان سومری تا چند قرن بعد هم در معابد مورد استفاده قرار می‌گرفتند. آخرین متون اکدی مربوط به اواخر قرن اول میلادی است.
در اوایل تاریخ بین‌النهرین (در حدود اواسط هزاره چهارم قبل از میلاد) خط میخی برای زبان سومری اختراع شد.
تسلط بر سیستم واژه‌نگاشتی اولیه خط میخی سال‌ها طول کشید؛ بنابراین، فقط تعداد محدودی از افراد به عنوان کاتب استخدام شدند تا در استفاده از آن آموزش ببینند. تا زمانی که استفاده گسترده از خط هجایی تحت حکومت سارگون پذیرفته شد که بخش قابل توجهی از جمعیت بین‌النهرین باسواد شدند. آرشیوهای عظیمی از متون، از زمینه‌های باستان‌شناسی مدارس کتاب‌نویسی بابل قدیم بازیابی شده است که از طریق آنها سواد منتشر می‌شد.
زبان اکدی در حدود هزاره سوم و دوم پیش از میلاد (تاریخ دقیق آن مورد بحث است) به تدریج جایگزین زبان سومری به عنوان زبان گفتاری بین‌النهرین شد، اما سومری به عنوان یک زبان مقدس، تشریفاتی، ادبی و علمی در بین‌النهرین تا قرن اول بعد از میلاد همچنان استفاده می‌شد.

### ادبیات
در دوران امپراتوری بابل، کتابخانه‌هایی در شهرها و معابد وجود داشت. یک ضرب‌المثل قدیمی سومری می‌گوید: «کسی که در مکتب کاتبان سرآمد باشد، باید با سحر برخیزد». زنان و همچنین مردان خواندن و نوشتن را آموختند، و برای بابلیان سامی، این آموزش شامل دانش زبان منقرض شده سومری و هجایی پیچیده و گسترده بود.
مقدار قابل توجهی از ادبیات بابلی از اصل سومری ترجمه شد و زبان دین و قانون تا مدت‌ها زبان پیوندی قدیمی سومری بود. واژگان، دستور زبان‌ها و ترجمه‌های بین خطی برای استفاده دانش آموزان و نیز تفسیرهایی بر متون قدیمی‌تر و توضیحات کلمات و عبارات مبهم گردآوری شد. کاراکترهای هجا همگی مرتب و نامگذاری شدند و فهرست‌های مفصلی تهیه شد.

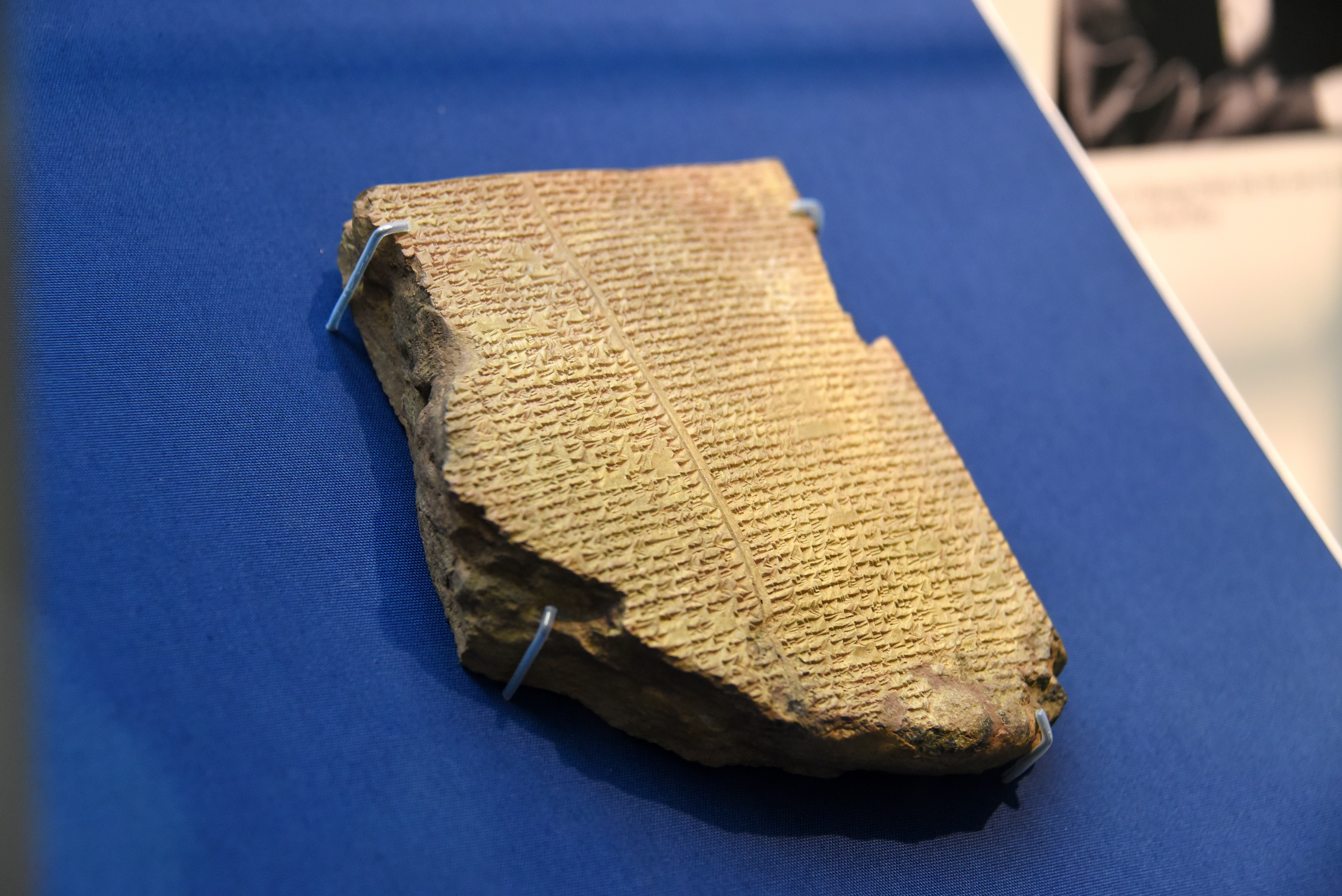
حماسه گیلگمش، منظومه‌ای حماسی از بین‌النهرین باستان، که به عنوان نخستین اثر ادبی برجسته بازمانده از دوران باستان تلقی می‌شود.

بسیاری از آثار ادبی بابلی هنوز هم امروزه مورد مطالعه قرار می‌گیرند. یکی از معروف‌ترین آنها حماسه گیلگمش در دوازده کتاب بود که توسط یکی از سین‌لقی‌یونینی‌ها از سومری اصلی ترجمه و بر اساس یک اصل نجومی تنظیم شده بود. هر بخش شامل داستان یک ماجراجویی در زندگی حرفه‌ای گیلگمش است. کل داستان یک محصول ترکیبی است، اگرچه احتمال می‌رود که برخی از داستان‌ها به‌طور مصنوعی به شخصیت مرکزی متصل شده باشند.

## علم و فناوری

### ریاضیات

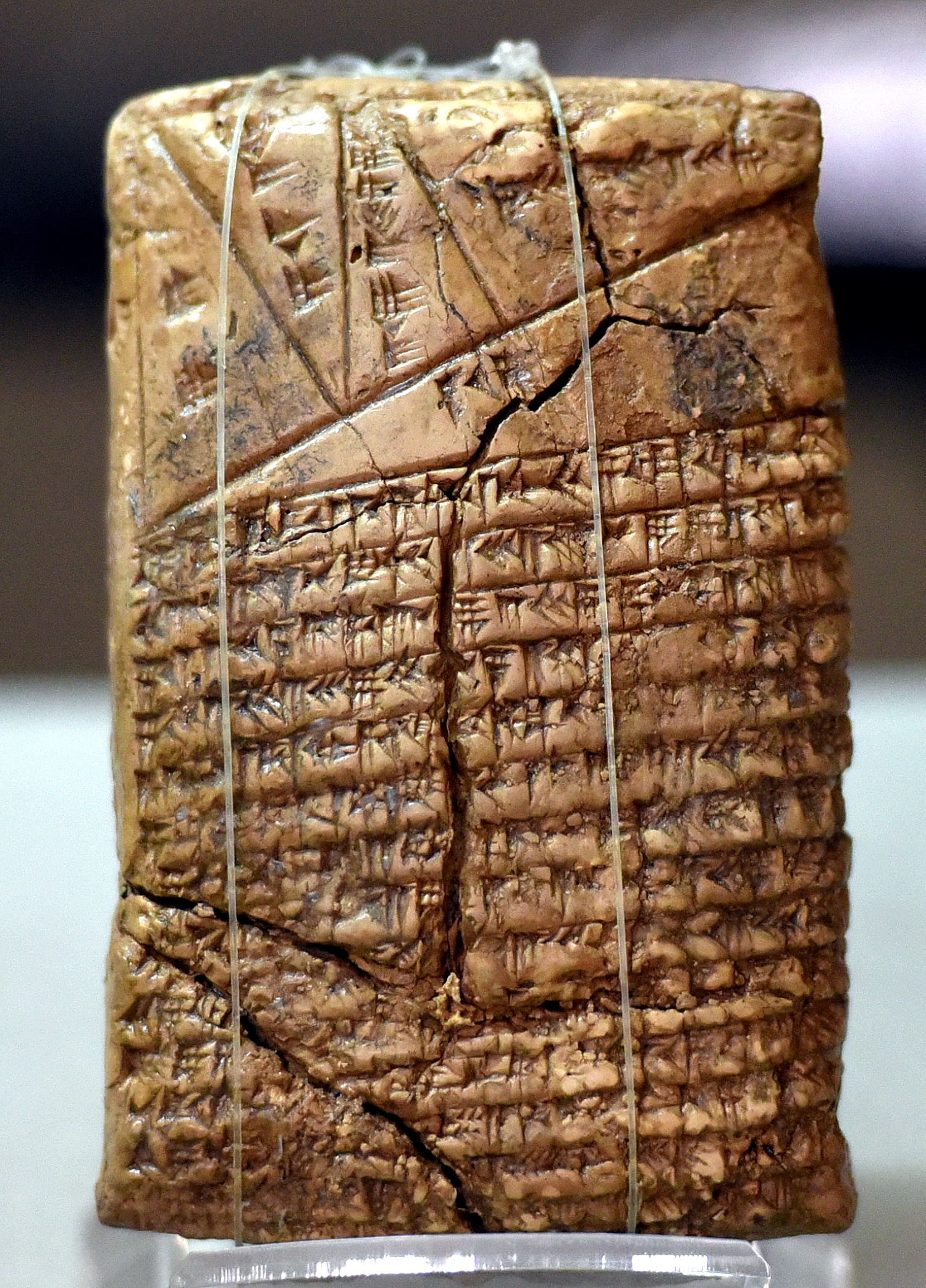
لوح گلی، نظریه ریاضی، هندسی-جبری (مثلث قائم الزاویه)، شبیه به هندسه اقلیدسی. اکتشاف شده از تپه حرمل (شادوپوم باستان)، عراق. دوره بابلی کهن، متعلق به ۲۰۰۳–۱۵۹۵ پیش از میلاد مسیح. این لوح در موزه عراق به نمایش گذاشته شده است.

ریاضیات و علوم بین‌النهرین بر اساس یک دستگاه اعداد پایه ۶۰ (سکساجسیمال) بود. این دستگاه اعداد، مبنای ساعت ۶۰ دقیقه‌ای، روز ۲۴ ساعته و دایره ۳۶۰ درجه امروزی است. تقویم سومری، قمری بود و سه هفته هفت روزه در یک ماه قمری داشت. این شکل از ریاضیات در نقشه‌کشی اولیه بسیار مؤثر بود. بابلی‌ها همچنین قضایایی در مورد چگونگی اندازه‌گیری مساحت چندین شکل و حجم داشتند. آنها محیط یک دایره را سه برابر قطر و مساحت آن را یک دوازدهم مربع محیط اندازه گرفتند که اگر π عدد ۳ در نظر گرفته شود درست است. حجم یک استوانه به عنوان حاصل ضرب مساحت قاعده و ارتفاع در نظر گرفته شد؛ با این حال، حجم یک مخروط ناقص یا یک هرم مربع‌القاعده به اشتباه به عنوان حاصل ضرب ارتفاع و نیمی از مجموع قاعده‌ها در نظر گرفته شد. همچنین، اخیراً کشفی وجود داشت که در آن یک لوح π را به عنوان ۲۵/۸ (۳٫۱۲۵ به جای ۳٫۱۴۱۵۹~) استفاده می‌کرد. مایل بابلی نیز در جهان شهرت دارد که میزان آن هفت برابر مایل مدرن (۱۱ کیلومتر) بود. این اندازه‌گیری برای فواصل در نهایت به یک مایل-زمان تبدیل شد که برای اندازه‌گیری سفر خورشید استفاده می‌شد، و به این طریق زمان را نشان می‌داد.

### جبر

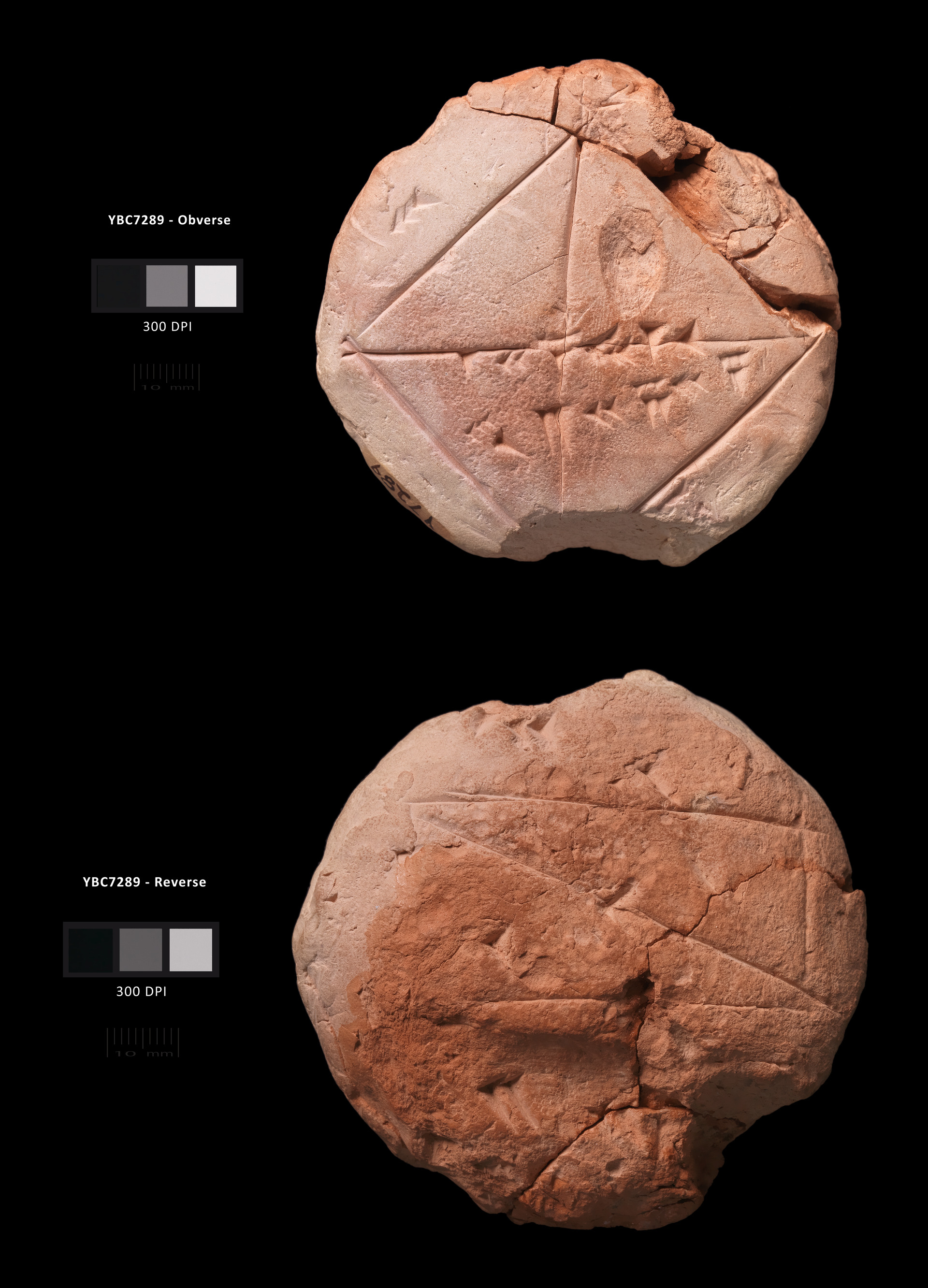
لوح YBC 7289

ریشه‌های جبر را می‌توان در بابلی باستان جستجو کرد که یک سیستم حسابی پیشرفته ایجاد کردند که با آن قادر به انجام محاسبات به روش الگوریتمی بودند.
لوح گلی بابلی با شماره YBC 7289 (حدود ۱۸۰۰ تا ۱۶۰۰ قبل از میلاد)، تقریبی برای √2 را در چهار رقم مبنای ۶۰ نشان می‌دهد که تا حدود شش رقم اعشار درست است، و نزدیک‌ترین نمایش سه مکانی ممکن سکساجسیمال از √2 است:
{\displaystyle 1+{\frac {24}{60}}+{\frac {51}{60^{2}}}+{\frac {10}{60^{3}}}={\frac {305470}{216000}}=1.41421{\overline {296}}.}
بابلی‌ها به جواب‌های دقیق علاقه‌مند نبودند، بلکه بیشتر به دنبال تقریب‌ها بودند، و بنابراین معمولاً از درونیابی خطی برای تقریب مقادیر میانی استفاده می‌کردند. یکی از معروف‌ترین لوح‌ها، لوح پلیمپتن ۳۲۲ است که در حدود ۱۹۰۰–۱۶۰۰ قبل از میلاد ساخته شد، که جدولی از سه‌گانه فیثاغورثی را ارائه می‌دهد و برخی از پیشرفته‌ترین ریاضیات قبل از ریاضیات یونانی را نشان می‌دهد.

### اخترشناسی
از زمان سومریان، کشیشان معابد تلاش می‌کردند تا رویدادهای جاری را با موقعیت‌های خاصی از سیارات و ستارگان مرتبط کنند. این امر تا زمان آشور ادامه یافت، زمانی که فهرست‌های لیمو به‌عنوان تداعی سال به سال رویدادها با موقعیت‌های سیاره‌ای ایجاد شدند، که از زمانی که تا به امروز باقی مانده‌اند، امکان تداعی دقیق نسبی با تاریخ‌گذاری مطلق را برای ایجاد تاریخ بین‌النهرین فراهم می‌کنند.
ستاره‌شناسان بابلی در ریاضیات بسیار ماهر بودند و می‌توانستند خورشیدگرفتگی‌ها و انقلابین را پیش‌بینی کنند. خردمندان تصور می‌کردند که هر چیزی در نجوم هدفی دارد. بیشتر این تصورات مربوط به دین‌ها و پیشگویی‌ها بود. اخترشناسان بین‌النهرین یک تقویم ۱۲ ماهه را بر اساس چرخه‌های ماه طراحی کردند. آنها سال را به دو فصل تقسیم کردند: تابستان و زمستان. خاستگاه ستاره‌شناسی و همچنین طالع‌بینی از این زمان است.

### پزشکی
قدیمی‌ترین متون بابلی در مورد پزشکی به دوره بابلی قدیم در نیمه اول هزاره دوم قبل از میلاد بازمی‌گردد. با این حال، گسترده‌ترین متن پزشکی بابلی، کتاب راهنمای تشخیصی است که توسط اُمَنُو، یا خردمند ارشد، اساگیل کین آپلی از بورسیپا، در زمان پادشاهی بابلی اداد اپلا ایدینا (۱۰۶۹–۱۰۴۶ قبل از میلاد مسیح) نوشته شده است.
همراه با طب معاصر مصر، بابلی‌ها مفاهیم تشخیص پزشکی، پیش آگهی، معاینه بالینی، تنقیه، و نسخه‌نویسی را معرفی کردند. علاوه بر این، کتاب راهنمای تشخیصی روش‌های درمانی و علت‌شناسی و استفاده از تجربه‌گرایی، منطق و عقلانیت را در تشخیص، پیش آگهی و درمان معرفی کرد.

### فناوری
مردم بین‌النهرین فناوری‌های بسیاری از جمله فلزکاری و مس، ساخت شیشه و چراغ، پارچه بافی، کنترل سیلاب، ذخیره آب و آبیاری را اختراع کردند. آنها همچنین یکی از اولین جوامع عصر برنز در جهان بودند. آنها از مس، برنز و طلا توسعه پیدا کرده و به آهن رسیدند. کاخ‌ها با صدها کیلوگرم از این فلزات بسیار گران‌قیمت تزئین شده بودند. همچنین از مس، برنز و آهن برای ساخت زره و همچنین سلاح‌های مختلف مانند شمشیر، خنجر، نیزه و گرز استفاده می‌شد.
بر اساس یک فرضیه اخیر، پیچ ارشمیدس ممکن است توسط سناخریب، پادشاه آشور، برای سیستم‌های آبی باغ‌های معلق بابل و نینوا در قرن هفتم قبل از میلاد استفاده شده باشد، اگرچه تصور عمده بر این است که پیچ ارشمیدس یک اختراع یونانی در دوران بعد است. بعدها در دوره اشکانیان یا ساسانیان باتری بغداد که احتمالاً اولین باتری جهان بود در بین‌النهرین ساخته شد.